# Олімпія (Ельблонг)
«Олімпія Ельблонг» (пол. Olimpia Elbląg) — професіональний польський футбольний клуб з міста Ельблонг.

## Історія
Колишні назви:
- 1945: МКС Сирена Ельблонг (пол. MKS [Miejski Klub Sportowy] Syrena Elbląg)
- 1946: Сточня № 14 Ельблонг (пол. Stocznia nr 14 Elbląg)
- 1946: Олімпія Ельблонг (пол. Olympia Elbląg)
- 1946: Табори Ельблонг (пол. Tabory Elbląg)
- 1949: Огніво Ельблонг (пол. Ogniwo Elbląg)
- 1949: Сталь Ельблонг (пол. Stal Elbląg)
- 1951: Будовляні Ельблонг (пол. Budowlani Elbląg)
- 1951: Колеяж Ельблонг (пол. Kolejarz Elbląg)
- 1954: Спуйня Ельблонг (пол. Spójnia Elbląg)
- 1955: Турбіна Ельблонг (пол. Turbina Elbląg)
- 1955: Олімпія Ельблонг (пол. Olimpia Elbląg)
- 1955: Спарта Ельблонг (пол. Sparta Elbląg)
- 1956: Полонія Ельблонг (пол. Polonia Elbląg)
- 23.12.1959: ЗКС Олімпія Ельблонг (пол. ZKS [Zakładowy Klub Sportowy] Olimpia Elbląg)
- 1992: КС Полонія Ельблонг (пол. KS [Klub Sportowy] Polonia Elbląg)
- 2002: КС Полонія Олімпія Ельблонг (пол. KS Polonia Olimpia Elbląg)
- 2004: ФКС Олімпія Полонія Ельблонг (пол. PKS [Piłkarski Klub Sportowy] Olimpia Polonia Elbląg)
- 15.10.2004: ФКС Олімпія Ельблонг (пол. PKS Olimpia Elbląg)

У липні 1945 року був організований футбольний клуб, який отримав назву «Сирена Ельблонг». У п'ятдесятих роках XX століття у Ельблонзі зросла кількість футбольних клубів, на базі двох найсильніших з них (Турбіна і Полонія) 23 грудня 1959 року був заснований новий клуб з назвою «Олімпія Ельблонг». Команда стартувала у окружній лізі А. У 1962 році команда дебютувала у III лізі, де вона виступала до кінця десятиліття. У 1976 році здобула путівку до II ліги, але не змогла утриматися в ній і спала до III ліги. Після чотирьох сезонів знову команда повернулася до II ліги. У 1984 році на два сезони опустилася до III ліги, аби наступні три сезони провести у II лізі. Від 1988 року команда грала у III лізі, а у 1991 повернулася до II ліги. Політичні зміни у Польщі, які відбулася наприкінці вісімдесятих років XX століття, призвів до змін в економіці, тому більшість польських компаній уже були не в змозі викладати на спорт таких грошей, як раніше. У 1992 році клуб збанкрутував.
Після банкрутства був відновлений новий клуб під назвою «Полонія Ельблонг», для того, щоб уникнути погашення боргів попередника. Команда виступала погано і у 1998 докотилася до IV ліги. Тільки у 2002 повернулася в III лігу. У 2004 році на два сезони опустилася до IV ліги. У 2008 у результаті реформи системи футбольних ліг команда залишилась у третій за рівнем лізі, яка стала називатися II ліга. Літом 2011 року команда зайняла 1 місце у східній групі II ліги і знову стартувала у І лізі.

## Титули та досягнення
- Чемпіонат Польщі (І ліга):
  - 8 місце (1): 1987
- Кубок Польщі:
  - 1/8 фіналу (1): 1977